# Frank Williams
Sir Francis Owen Garbatt Williams CBE, ustanovitelj in dolgoletni šef moštva Williams, * 16. april 1942, South Shields, Tyne and Wear, Anglija, Združeno kraljestvo, † 28. november 2021.

## Kariera
Po krajši karieri dirkača in mehanika je nekaj časa deloval kot potujoči trgovec z živili. Do leta 1966, ko je ustanovil moštvo Frank Williams Racing Cars, ki je najprej nekaj let nastopalo v Formuli 3 in Formuli 2, ko sta za moštvo dirkala tudi Piers Courage in Tony Trimmer. Za sezono 1969 Formule 1 je Williams kupil Brabhamovi šasijo, s katero je nastopal Courage ter osvojil dve drugi mesti. Za sezono 1970 je Williams začel sodelovati z Alessandrom de Tomasom, toda po smrtni nesreči Couraga na dirki za Veliko nagrado Nizozemske sta sodelovanje prekinila. V sezoni 1971 je s šasijo od March Engineeringa za moštvo dirkal Henri Pescarolo, v sezoni 1972 pa je moštvo prvič nastopalo s šasijo lastne izdelave, Politoys FX3 Lena Baileya, toda Pescarolo je dirkalnik popolnoma uničil v nesreči že na prvi dirki.
Williams, ki je bil v finančnih težavah, saj je moral zaradi neplačevanja računov moštvo nekaj časa voditi celo iz telefonske govorilne, je iskal sponzorski denar pri Marlboru in italijanski avtomobilski tovarni Iso Rivolta. Čeprav je uspel skleniti dogovor o sponzorstvu, pa je moral za sezono 1976 skleniti dogovor z Walterjem Wolfom. Čeprav je ista ekipa delovala še naprej pod imenom Walter Wolf Racing, Williams ni bil več šef moštva, zato ga je zapustil, sledil pa mu je inženir Patrick Head. Skupaj sta pridobila prazno skladišče preprog v Didcotu, Oxfordshire in napovedala ustanovitev novega moštva Williams Grand Prix Engineering. Za moštvo je prvo zmago dosegel Clay Regazzoni v sezoni 1979, prvi naslov prvaka Alan Jones v sezoni 1980, drugega pa Keke Rosberg v sezoni 1982, v sezonah 1980 in 1981 je Williams osvojil tudi konstruktorski naslov.
Leta 1986 se je Frank Williams v avtomobilski nesreči huje poškodoval, ko je ob vožnji od dirkališča Paul Ricard do letališča v Nici izgubil nadzor nad vozilom, ki se je v nesreči večkrat prevrnil. Williams je v nesreči utrpel hude poškodbe hrbtenice, zaradi katerih je prikovan na invalidski voziček. Vseeno je Williams v 1986 osvojil konstruktorski naslov prvaka, v sezoni 1987 pa dvojno krono, saj je dirkaški naslov osvojil Nelson Piquet, ki je premagal Nigela Mansella, moštvenega kolega pri Williamsu. Po nekaj slabših sezonah je moštvo dominiralo v devetdesetih letih, saj je med sezonama 1992 in 1997 osvojilo kar pet konstruktorskih naslovov prvaka in en naslov podprvaka. Vse od tedaj pa moštvu ni več uspelo priti popolnoma na veh, še najbližje so bili v sezonah 2002 in 2003 z dvema zaporednima naslovoma konstruktorskega podprvaka.

## Nagrade
- BBC-jeva športna osebnost leta - nagrada Helen Rollason - 2010